# Scalisetosus acutipinnis
Scalisetosus acutipinnis är en ringmaskart som beskrevs av Ehlers 1920. Scalisetosus acutipinnis ingår i släktet Scalisetosus och familjen Polynoidae. Inga underarter finns listade i Catalogue of Life.